# Prs
Prsy (singulár prs, mužského rodu; hovorově prso; latinsky mamma), též ňadro, je párový útvar na přední stěně hrudníku. U žen jsou prsy vyvýšené výrazněji než u mužů. Ženské prsy obsahují mléčné žlázy a tukovou vrstvu. Také muži mají fyziologicky funkční mléčnou žlázu, byť zakrslou. Na vrcholu prsu se nachází bradavka obklopená tmavším prsním dvorcem. Bradavka slouží ke kojení kojenců. Na prsech se také nacházejí erotogenní zóny a jsou výrazným druhotným sexuálním znakem žen.

## Velikosti ženských prsů
Velikost prsů se v oděvnictví určuje z rozdílu obvodu hrudníku pod prsy a obvodu přes prsy (přes nejširší část, nejčastěji přes bradavky). Tento rozdíl též označuje velikost košíčků u podprsenek.

| Velikost košíčku | AA    | A     | B     | C     | D     | E     | F     | G     | H     | I     |
| Rozdíl v cm      | 10–12 | 12–14 | 14–16 | 16–18 | 18–20 | 20–22 | 22–24 | 24–26 | 26–28 | 28–29 |

Starší značení velikostí podprsenek se číslovalo od 1 do 5 (také hovorově „jedničky“, „dvojky“ apod.). Velikost a tvar prsů a jejich úprava je tématem estetická plastické chirurgie i alternativních metod.

### Vývojová stádia prsů

Tannerova klasifikace stádií vývoje prsů a pubického ochlupení

Tannerova klasifikace stádií vývoje prsů má podle Roba, Martana a Citterbarta u žen pět stádií podle schématu:
| Stádium     | Popis |
| ----------- | --- |
| stádium M 1 | mamma puerilis s. neutralis: žádné žlázové těleso, nepigmentovaná areola je v nivó (základní úrovni) kůže                                                                                |
| stádium M 2 | mamma areolata: žlázové tělesno je hmatatelné jen v rozsahu dvorce |
| stádium M 3 | žláza přesahuje obrys dvorce, objevuje se špičatě kónický prs |
| stádium M 4 | prs, někdy i velký, jehož dvorec s bradavkou tvoří puchýřkovitý útvar nad nivó kontury prsu, dvorec je jen málo pigmentován, nejsou patrny Montgomeryho žlázky a bradavka není erektilní |
| stádium M 5 | definitivní podoba zralého prsu, kde je dvorec v nivó prsu, je hyperpigmentovaný a lemovaný věnečky Montgomeryho žlázek, bradavka je erektilní                                           |

## Spodní prádlo, lékařská péče aj.
Podprsenka je spodní prádlo, které má zahalit prsa, vylepšit jejich vzhled, usnadnit ženě pohyb a také je podpírat, aby se zabránilo jejich poklesu (tzv. ptóza prsů). (Některé studie však jejich účinnost vzhledem k poslednímu zmíněnému zpochybňují.) V západních společnostech funguje velmi rozvinuté odvětví výroby podprsenek, užívající řadu různých postupů a materiálů. Prádlo tohoto druhu existuje již od starověku a středověku. K dříve užívaným druhům patří: strofium, korzet, živůtek ad.
Z estetických nebo zdravotních důvodů může žena podstoupit operaci prsů, při které jí mohou být například vloženy implantáty pod prsní svaly, upravena symetrie prsou nebo zmenšen jejich objem. Při rakovině prsu může posléze žena podstoupit rekonstrukci prsu, většinou pomocí implantátu.
Jako ozdoba prsou může sloužit piercing nebo (dočasné či trvalé) tetování.

## Onemocnění prsů
Prsy jsou citlivý orgán a procházejí během života ženy různými změnami, které jsou podmíněny hormony. Jedná se zejména o období puberty, šestinedělí, během kojení a v přechodu.
Jedním z nejhorších onemocnění je karcinom prsu (rakovina). V České republice je každý rok diagnostikováno více než 4600 nových onemocnění a více než 2 000 žen zde každoročně na následky tohoto onemocnění umírá. Rakovina prsu je tak nejčastější příčinou úmrtí českých žen ve věkové kategorii 20–54 let. Česká republika se připojila k většině evropských zemí a zahájila celoplošný mamografický screening. Ženy nad 45 let mají možnost jít na mamografické vyšetření, které může tuto chorobu odhalit již v časném stádiu, kdy je relativně jednoduše a s velkou pravděpodobností celkového uzdravení léčitelná.
Prognóza onemocnění je závislá na stadiu onemocnění. I objemné nádory prsu, které nemají postiženy svodné uzliny, v 82 % případů přežívají déle než pět let. Při postižení svodných lymfatických uzlin v axile (podpažní jamce) pětileté přežití významně klesá (nádor do 5 cm a postižení do 3 uzlin jen 73 %, postižení více než 3 uzlin dokonce pouze 45 %). U pacientek s metastatickou chorobou je medián přežití 24 měsíců. Operace částečně zachovávají prs s tím, že operativně odstraní uzliny na straně prsu. Bývají vždy doplněny radioterapií. Jednou z výhod této léčby je estetický efekt. Ablace prsu je odstranění celého prsu a lymfatických uzlin v podpaží. Podle operačního nálezu se rozhoduje o vhodnosti dalšího léčebného postupu. Při včasném odhalení nemoci v počátečním stadiu nemusí následovat radioterapie. Velmi důležitá je pooperační péče.

## Z historie
Poprsí je od prehistorie součástí obrazu ženy, a sice ve smyslu erotickém i vzhledem ke své funkci při kojení. Paleolitické sošky Venuší tak podle antropologů náleží buď k rituálu plodnosti, nebo jsou výrazem erotiky.
Řecká literární tradice 5. století př. n. l. mluví o Amazonkách, které si uřízly pravé prso, aby mohly lépe střílet z luku. Mýtus je výsledkem nesprávné etymologie slova „Amazonka“, podle které slovo pochází ze starořeckého ἀμαζός (amazos), což znamená „bez prsu“.
Jakožto symbol ženství se prsa stávají také předmětem mučení. Při dobývání Británie římskými vojsky věšeli Keltové po vítězných bojích nahé římské ženy, kterým uřízli prsa a přišili je k ústům. Některým mučednicím byla prsa při mučení odtržena kleštěmi nebo pálena železem. Mezi ně patří například sv. Agáta.

Od 13. století začínají ženy ke zdůraznění svůdnosti poprsí nosit veliké výstřihy, což je podnětem k ohnivým výrokům kazatelů i k satirám. V Molièrově hře Tartuffe například titulní postava říká:
„Ach, Bože můj! Než začne, vzala si – ten kapesník! (…) Prsa si přikryla! Ten pohled nesnáším. Ty… věci… zbytečně a hříšně jitří duši a budí myšlenky… ne, to se nepřísluší.“
O dvě století později propaguje milenka francouzského krále Karla VII. Agnès Sorel módu odhalování jednoho prsu, což je vidět i na slavném obraze Panna a dítě obklopeni anděly malíře Jeana Fouqueta, pro který stála modelem.
V Benátkách 16. století je legální prostituce (podporovaná dokonce klérem jakožto způsob boje proti sodomii). Kurtizány tak vystavují své poprsí v oknech podél kanálů, aby přilákaly zákazníky a malují si dvorce červenou barvou.
Mezi významná umělecká díla zobrazující odhalené poprsí patří například socha Venus Victrix Antonia Canovy, pro kterou stála modelem sestra císaře Napoleona, nebo obraz Svoboda vede lid na barikády Eugèna Delacroixe, na němž namaloval odhalená prsa Marianny jakožto symbol svobody.
S počátkem viktoriánské éry se mravy mění a ženy si víc zakrývají poprsí. Šedesátá léta minulého století pak naopak přinášejí na Západě velké uvolnění, začíná být přípustné, aby žena byla na pláži „nahoře bez“. Nahé poprsí se postupně dostává i do reklam.
Feministická skupina Femen používá odhalené poprsí jako politickou zbraň při svých protestech.

## Erotická přitažlivost a sexualita
Etnologické studie ukazují, že lidští samci jsou jediní, které sexuálně vzrušují ženská prsa. V některých tradičních společnostech (např. ostrovy Mangaia nebo Ulithi) však ženská prsa takto nahlížena nejsou a jejich rolí je především tvorba mléka a kojení. Ve většině zemí nicméně náleží prsům sexuální význam a někteří muži dávají přednost spíš velkým prsům. Podle výzkumu mezi Britkami a ženami ze subsaharské Afriky jsou prsa a bradavky silně erotogenní zónou, hned po pohlavních orgánech, ústech a šíji. Více než 80 % ze 150 dotázaných mladých britských žen odpovědělo, že erotická stimulace prsou u nich vyvolává nebo zvyšuje sexuální vzrušení. Naopak nebyla nalezena souvislost mezi stimulací těchto oblastí a aktivací primární somatosenzorické oblasti mozkové kůry.
Potenciální přitažlivost prsou stojí v protikladu ke společenským tabu o nahotě a nutí ženy respektovat kodex dobrého chování určovaný jejich kulturou, věkem, rodinným stavem a sociálním prostředím.
Obraz prsou je využíván jako prostředek k upoutání pozornosti v reklamě, scénických představeních nebo v soutěžích typu miss mokré tričko. Většina feministických škol se vůči takovému zobrazování ohrazuje a považuje je za ponižující, protože je při něm žena ukazována především jako objekt.
Pozornost mužů může být někdy vtíravá a může být zdrojem problémů zvláště pro mladé dívky s velmi vyvinutým poprsím, které mohou čelit obtížím při navazování vážného vztahu, nebo se u nich rozvinou obranné mechanismy vyvolané snahou uniknout vyzývavým pohledům, jež redukují jejich osobnost na pouhý sexuální objekt.

## Galerie

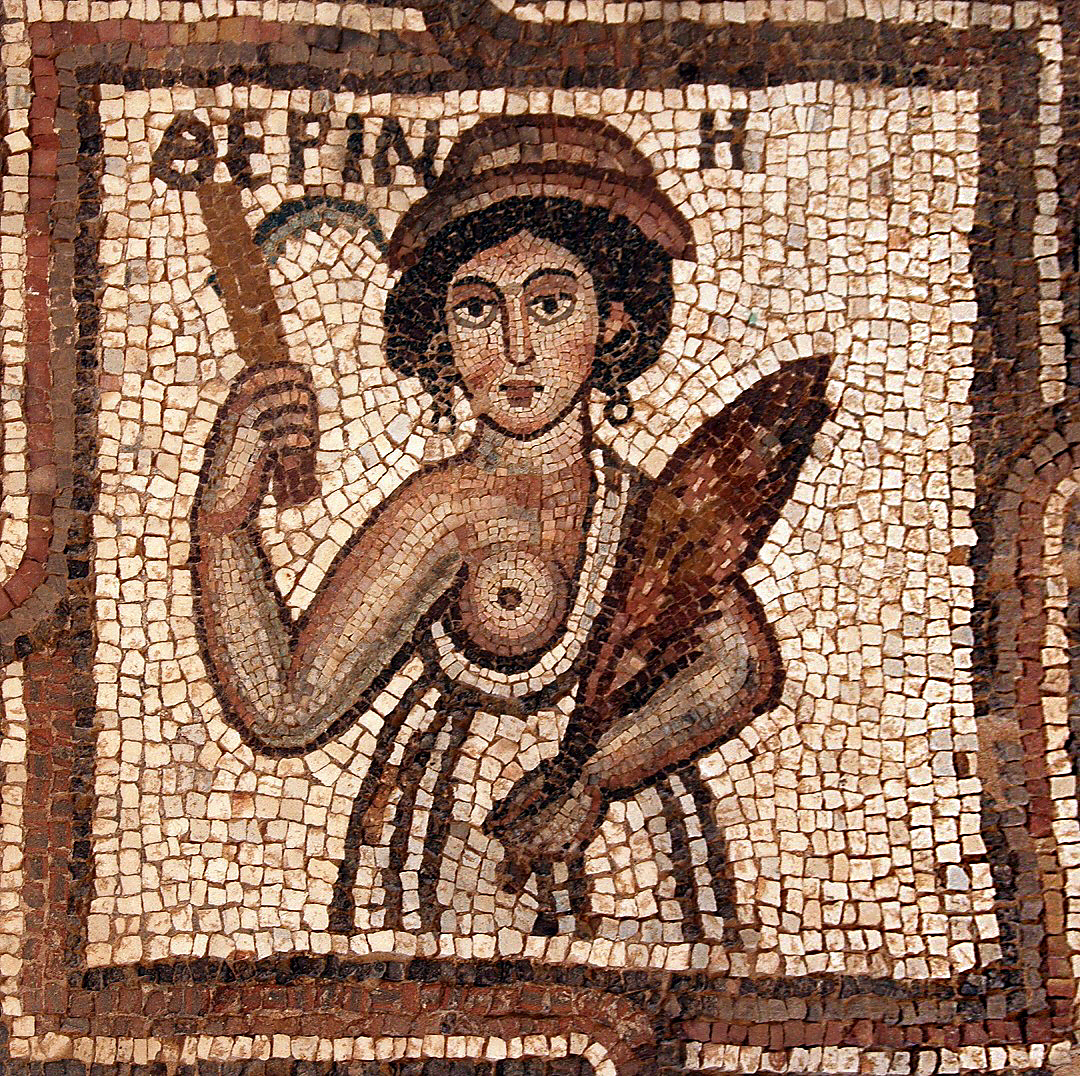
Personifikace léta – žena se srpem a obilným snopem; mozaika v Byzantském kostele v Petře
Eugène Delacroix: Svoboda vede lid na barikády
Jules Lefebvre: Polní kvítí
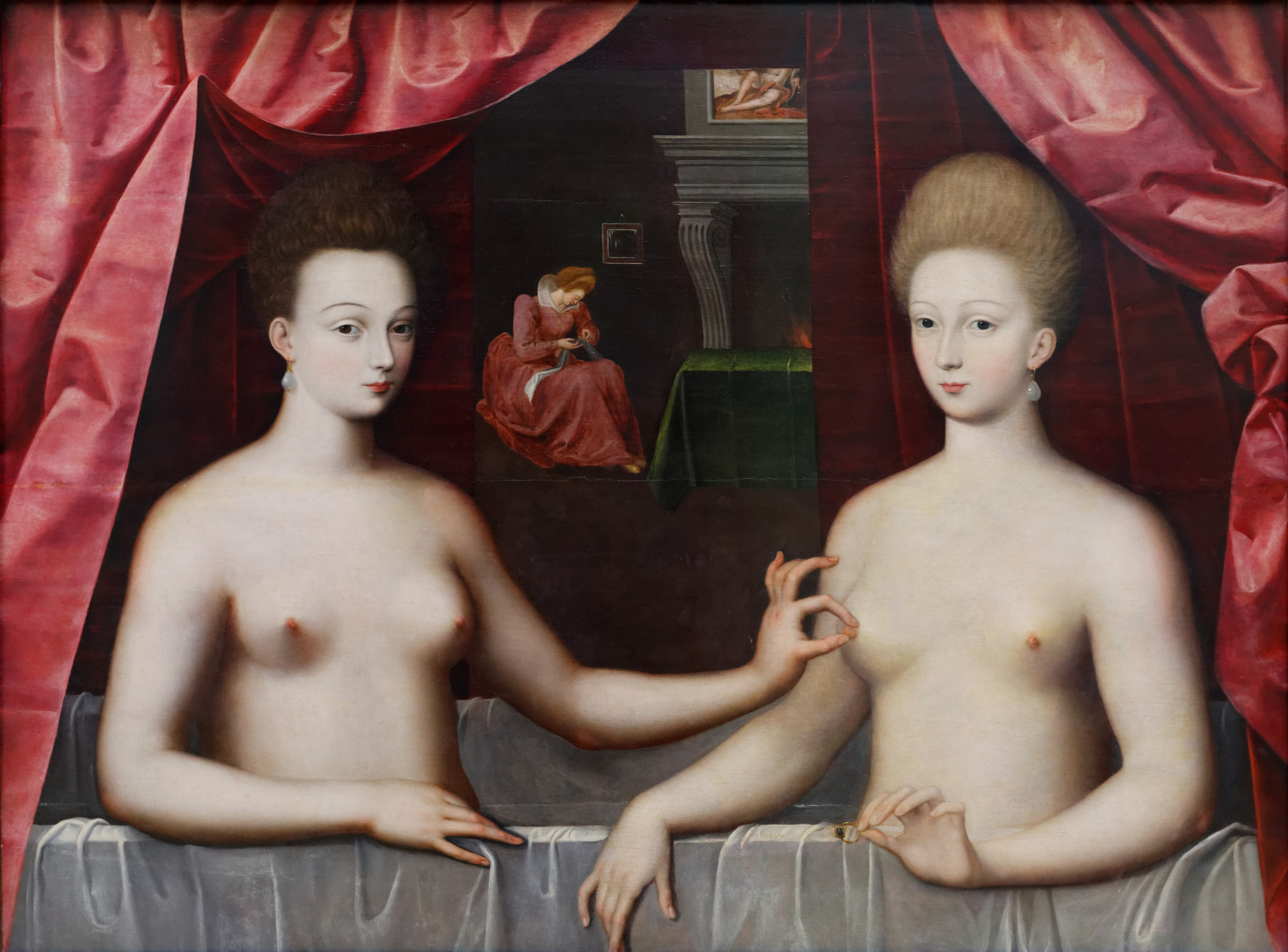
Neznámý autor: Gabrielle d'Estrée se sestrou
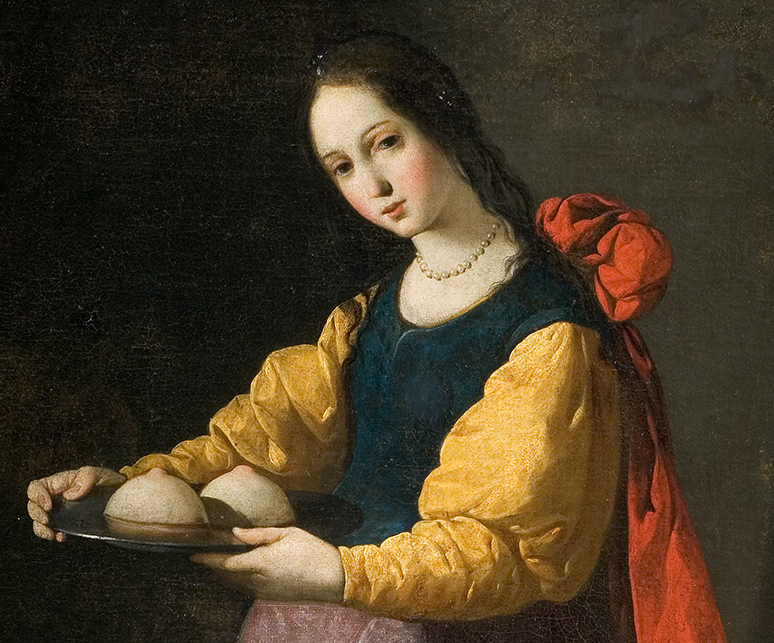
Francisco de Zurbarán: Svatá Agáta
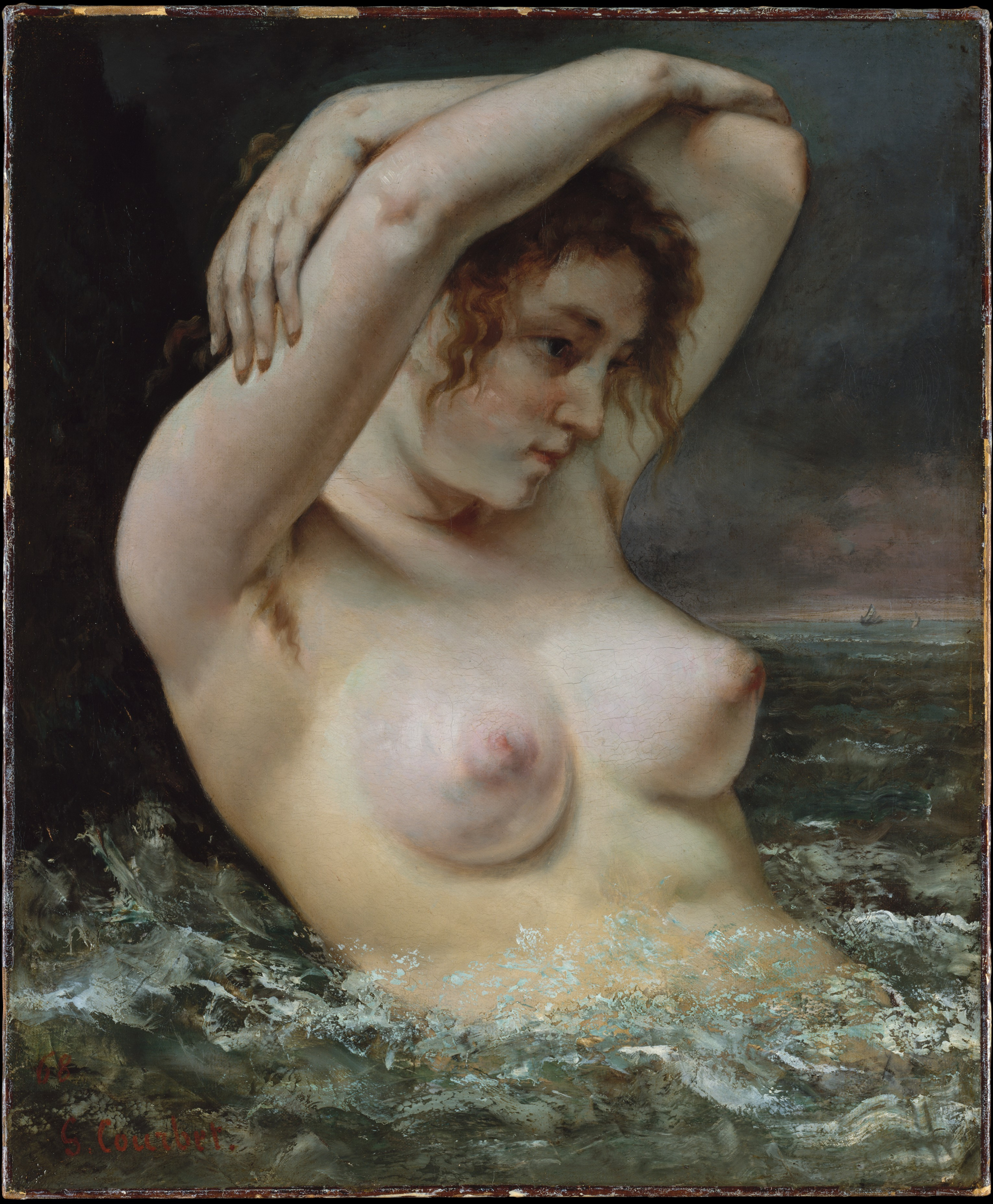
Gustave Courbet: Žena ve vlnách
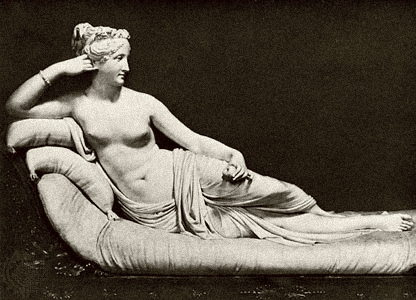
Antonio Canova: Pavlína Bonapartová jako Venuše
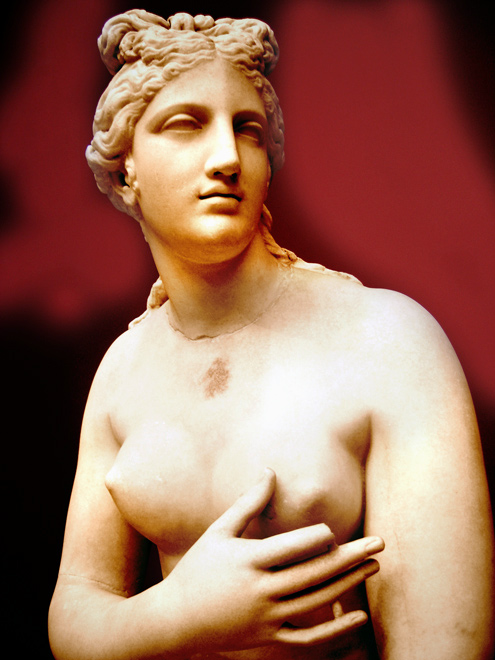
Afrodíté z Athénského archeologického muzea
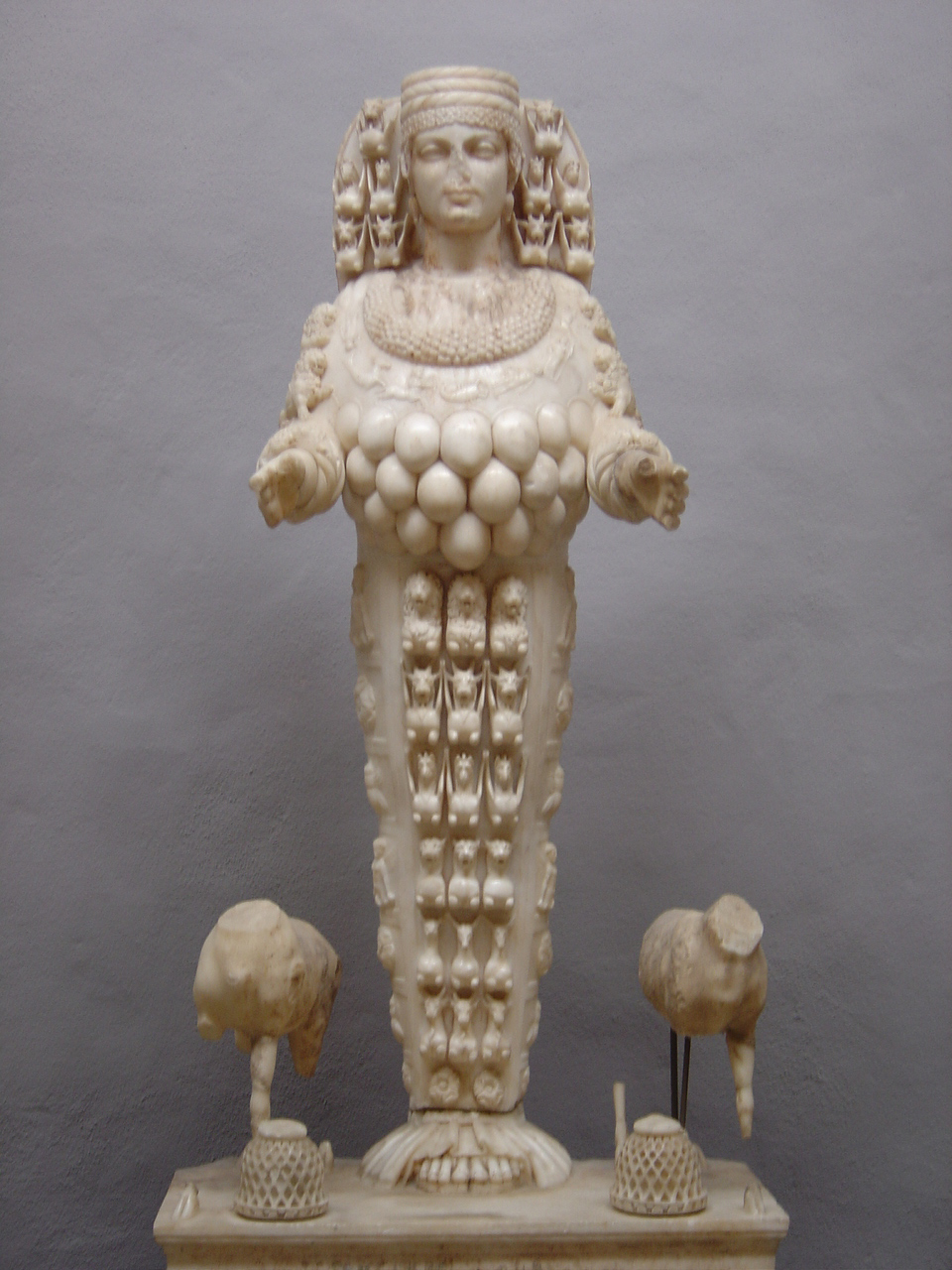
Artemis Efeská s mnoha ňadry